# Au Gres
Au Gres est une cité du comté d'Arenac, dans l'État du Michigan, aux États-Unis.
Sa population était de 889 habitants au recensement de 2010.